# José María Minella
José María Minella (Mar del Plata, 6 de agosto de 1909 - Buenos Aires, 13 de agosto de 1981) fue un futbolista y director técnico argentino. Como jugador de River Plate, ganó ocho títulos. También fue director técnico de la institución «millonaria» durante doce años, entre 1947 y 1959, donde ganó otros ocho, que lo posicionan como uno de los emblemas del club.

## Trayectoria

### Como jugador
Un nombre vinculado con grandes equipos, y un caballeresco eje medio de estilo clásico, técnico, distribuidor de juego, surgió en Independiente de Mar del Plata, como entreala izquierdo.
Pasó a Gimnasia y Esgrima La Plata en 1929, y allí logró la conquista del Campeonato de aquel año, aún en la era amateur; tras quedar primero de su grupo, venció por 2-1 en la final por el título a Boca Juniors. Esta consagración conforma la mitad del palmarés oficial, y es el único mérito de liga que posee el club platense.

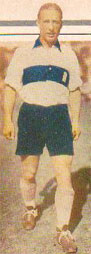
Minella en Gimnasia, 1933.

Conformó una línea media memorable, conocida como «las tres M», junto a Oscar Montañez y Ángel Miguens. En 1933, aquel famoso equipo de Gimnasia, conocido como «El Expreso», se mantuvo puntero del Campeonato durante gran parte del mismo.
Lo compró River Plate en 1935. Llegó a ser el 5 titular durante varios años, incluso en el primer año de «La Máquina», aunque alternaría con Bruno Rodolfi el puesto. Consiguió varios títulos con el club, entre ellos un tricampeonato, para un total de ocho: cuatro títulos de Primera División, dos Copa Aldao y dos copas nacionales.
En 1942 fue cedido a Peñarol (donde llegó a jugar con un por entonces juvenil Roque Gastón Máspoli, gran arquero uruguayo) y de ahí pasó al Green Cross de Chile, en donde terminó su carrera.

### Como director técnico
Se dedicó posteriormente a la dirección técnica, con gran éxito en River Plate. Agarró las riendas del equipo en 1947, durante la etapa de la delantera eléctrica, logrando el Campeonato de 1947 y la posterior Copa Aldao. 
En su época era abundante en grandes figuras, pero supo unirlas. Ya en la década del 1950, con nuevos delanteros (algunos del club, otros comprados) como Walter Gómez, Santiago Vernazza, Enrique Omar Sívori, Norberto Menéndez, Eliseo Prado, Hector De Bourgoing y Roberto Zárate, lideró al equipo de River conocido como «La Maquinita». En esta etapa el cuadro millonario ganaría cinco títulos de Primera en seis años, consiguiendo entre 1955 y 1957 el segundo tricampeonato de su historia. 
Se desempeñó hasta 1959, logrando la increíble cantidad de ocho títulos como entrenador, lo cual fue un récord en el club hasta ese momento. Es el tercer entrenador con más años de permanencia ininterrumpida en un club argentino, con doce años.
Luego comandó en cuatro partidos a Newell's Old Boys en 1960 y posteriormente en 1966 dirigió sin éxito al América de Cali de Colombia. Retornó a River en 1963 durante el Campeonato de aquel año, en el que terminó subcampeón. 
Era proverbial una pose suya al lado de la raya de cal, sentado en una pelota de fútbol. Fue un entrenador-consejero, sin rebuscamientos, que privilegiaba la inspiración de sus futbolistas, puestos a jugar con sentido ofensivo. 

## Selección de Argentina
Debutó como internacional en un amistoso ante Uruguay, con caída 2-1, el 21 de enero de 1933. 
Disputó tres ediciones del Campeonato Sudamericano como jugador, logrando un subcampeonato y dos títulos. Actuó con la camiseta albiceleste durante siete años entre 1933 y 1941, totalizando 24 partidos y un gol. 
Ya en su etapa como entrenador, lo designaron para la disputa de la Copa de las Naciones en Brasil. El triunfo argentino fue resonante: venció a la selección portuguesa, a la local, y finalmente a la inglesa en el último partido, terminando con la valla invicta. 
Para 1965 clasificó al equipo en las eliminatorias rumbo a la Copa Mundial de 1966. Sin embargo, la AFA apostó por un cambio: inicialmente designó a Osvaldo Zubeldía, pero más tarde ratificó a Juan Carlos Lorenzo, que finalmente dirigió aquel equipo en la cita mundialista. 

## Fallecimiento
Falleció a los 72 años, el 13 de agosto de 1981.

### Homenajes
Su posición destacada como exponente marplatense en la historia del fútbol argentino llevó a que se lo homenajeara en su ciudad natal, poniéndole su nombre al estadio construido para ser sede de la Copa Mundial de 1978.
Es considerado uno de los mejores deportistas de la historia provenientes de Mar del Plata.

## Participaciones con la selección argentina

### En la Copa América
| Edición                      | Sede      | Resultado  | Partidos | Goles |
| ---------------------------- | --------- | ---------- | -------- | ----- |
| Campeonato Sudamericano 1935 | Perú      | Subcampeón | 3        | 0     |
| Campeonato Sudamericano 1937 | Argentina | Campeón    | 5        | 0     |
| Campeonato Sudamericano 1941 | Chile     | Campeón    | 3        | 0     |

## Clubes

### Como jugador

#### Resumen estadístico
| Equipo                         | Temporadas          | Partidos | Goles | Promedio |
| ------------------------------ | ------------------- | -------- | ----- | -------- |
| Independiente de Mar del Plata | 1923-1928           | ?        | ?     | ?        |
| Gimnasia y Esgrima La Plata    | 1929-1934           | 132      | 0     | 0        |
| River Plate                    | 1935-1941           | 157      | 5     | 0,03     |
| Peñarol (cedido)               | 1942-1943           | ?        | ?     | ?        |
| Green Cross                    | 1944                | ?        | ?     | ?        |
| Selección de Argentina         | 1933-1941           | 24       | 1     | 0,04     |
| Total en su carrera            | Total en su carrera | ?        | ?     | ?        |

### Como entrenador
| Club                   | País      | Año       |
| ---------------------- | --------- | --------- |
| Green Cross            | Chile     | 1944      |
| River Plate            | Argentina | 1947-1959 |
| Newell's Old Boys      | Argentina | 1960      |
| River Plate            | Argentina | 1963      |
| Selección de Argentina | Argentina | 1964-1965 |
| América de Cali        | Colombia  | 1966      |

## Palmarés

### Como jugador

#### Campeonatos nacionales
| Título           | Club                    | País      | Año      |
| ---------------- | ----------------------- | --------- | -------- |
| Primera División | Gimnasia y Esgrima (LP) | Argentina | 1929     |
| Primera División | River Plate             | Argentina | CC-1936  |
| Primera División | River Plate             | Argentina | CdO-1936 |
| Primera División | River Plate             | Argentina | 1937     |
| Primera División | River Plate             | Argentina | 1941     |

#### Copas nacionales
| Título         | Club        | País      | Año  |
| -------------- | ----------- | --------- | ---- |
| Copa Ibarguren | River Plate | Argentina | 1937 |
| Copa Escobar   | River Plate | Argentina | 1941 |

#### Copas internacionales
| Título                  | Club                | Sede      | Año  |
| ----------------------- | ------------------- | --------- | ---- |
| Campeonato Sudamericano | Selección argentina | Argentina | 1937 |
| Copa Aldao              | River Plate         | Uruguay   | 1936 |
| Copa Aldao              | River Plate         | Argentina | 1937 |
| Campeonato Sudamericano | Selección argentina | Chile     | 1941 |

### Como entrenador

#### Campeonatos nacionales
| Título           | Equipo      | País      | Año  |
| ---------------- | ----------- | --------- | ---- |
| Primera División | River Plate | Argentina | 1947 |
| Primera División | River Plate | Argentina | 1952 |
| Primera División | River Plate | Argentina | 1953 |
| Primera División | River Plate | Argentina | 1955 |
| Primera División | River Plate | Argentina | 1956 |
| Primera División | River Plate | Argentina | 1957 |

#### Copas nacionales
| Título         | Equipo      | País      | Año  |
| -------------- | ----------- | --------- | ---- |
| Copa Ibarguren | River Plate | Argentina | 1952 |

#### Copas internacionales
| Título     | Equipo      | Sede      | Año  |
| ---------- | ----------- | --------- | ---- |
| Copa Aldao | River Plate | Argentina | 1947 |
| Copa Aldao | River Plate | Argentina | 1957 |